# Tachina medogensis
Tachina medogensis là một loài ruồi trong họ Tachinidae.